# Letônia nos Jogos Olímpicos de Inverno de 2010

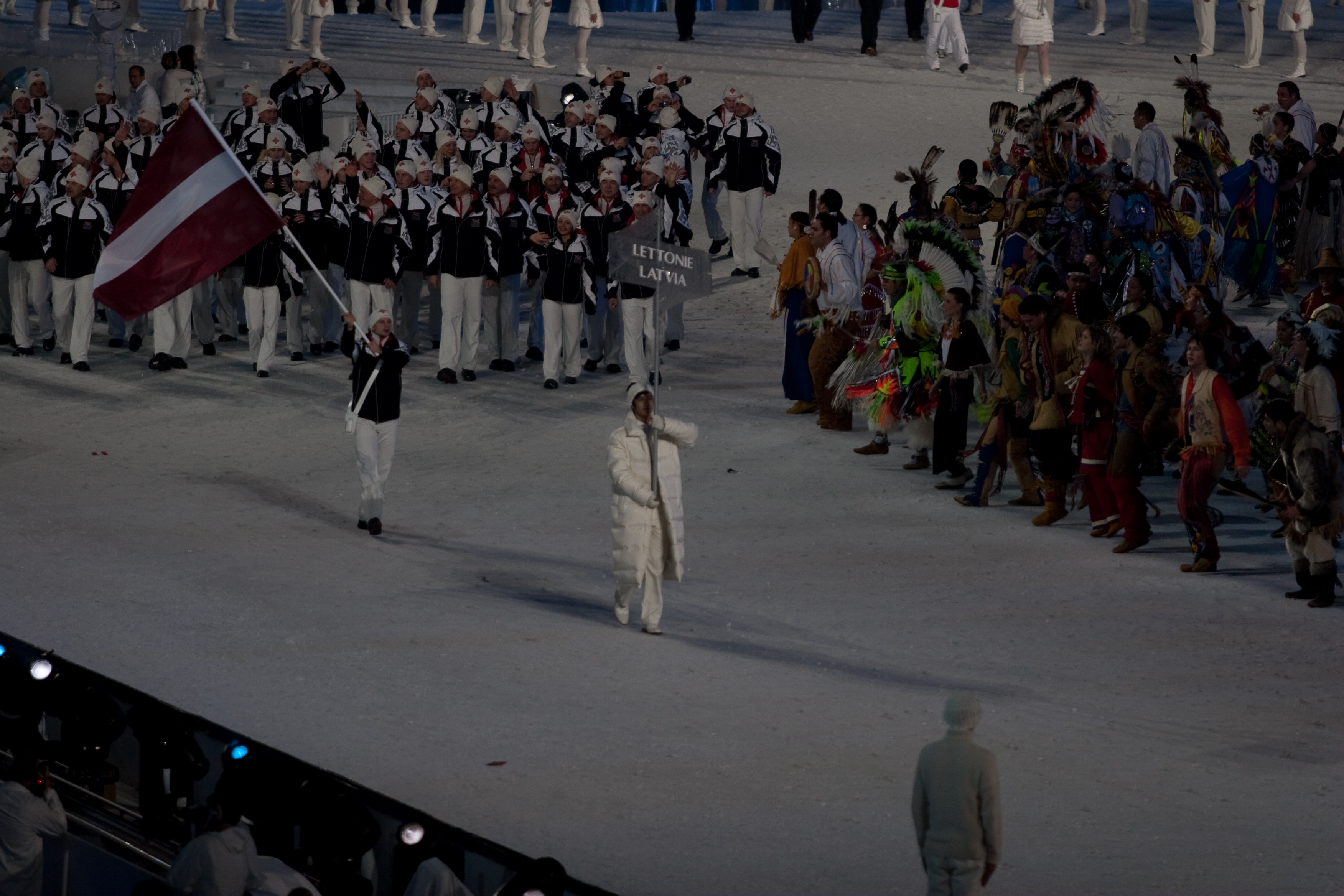
Delegação letã durante a cerimônia de abertura.

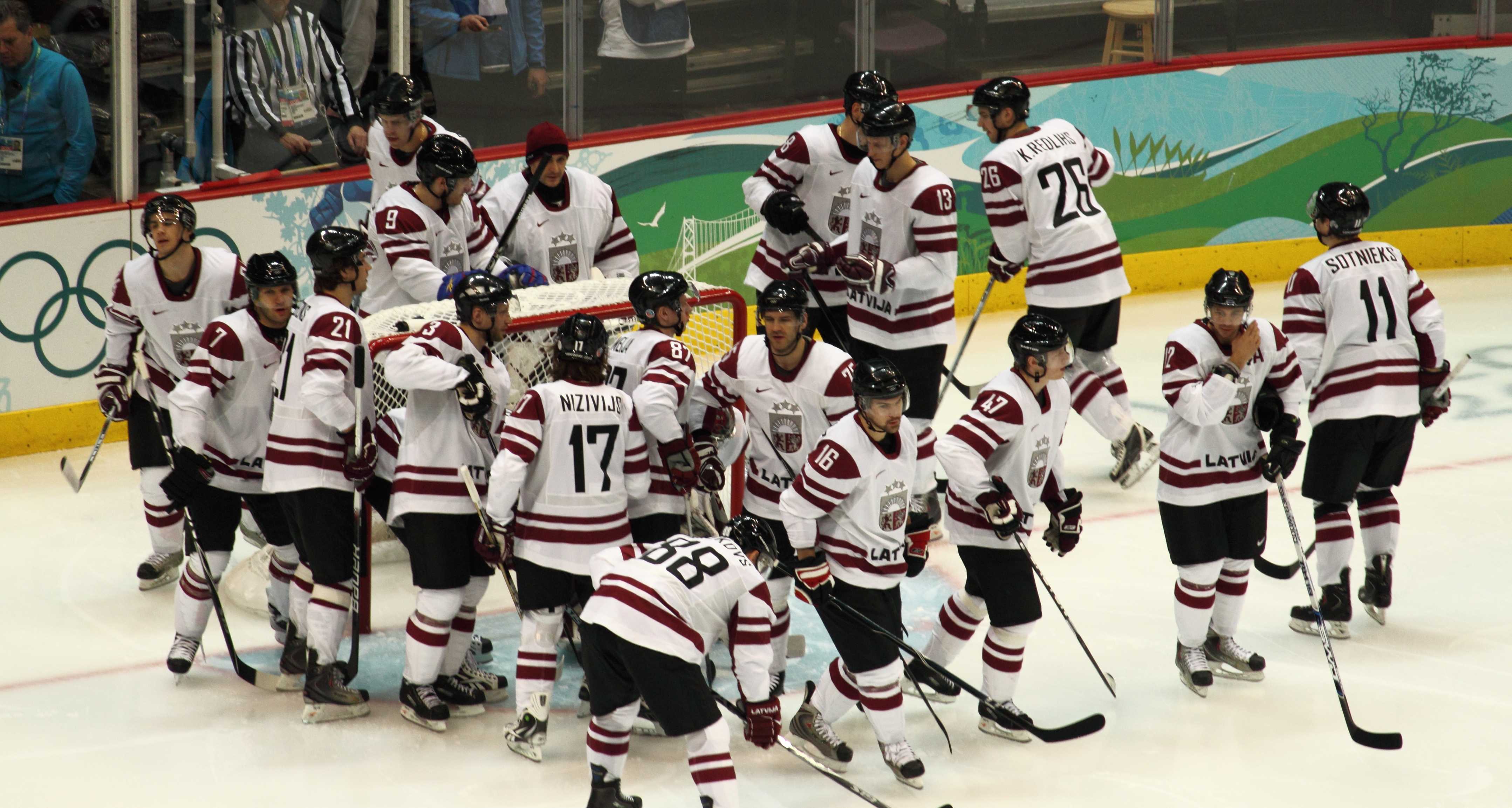
Equipe de hóquei durante a partida contra a Rússia.

A Letônia participou dos Jogos Olímpicos de Inverno de 2010, realizados em Vancouver, no Canadá. Foi a nona aparição do país em Olimpíadas de Inverno.

### 

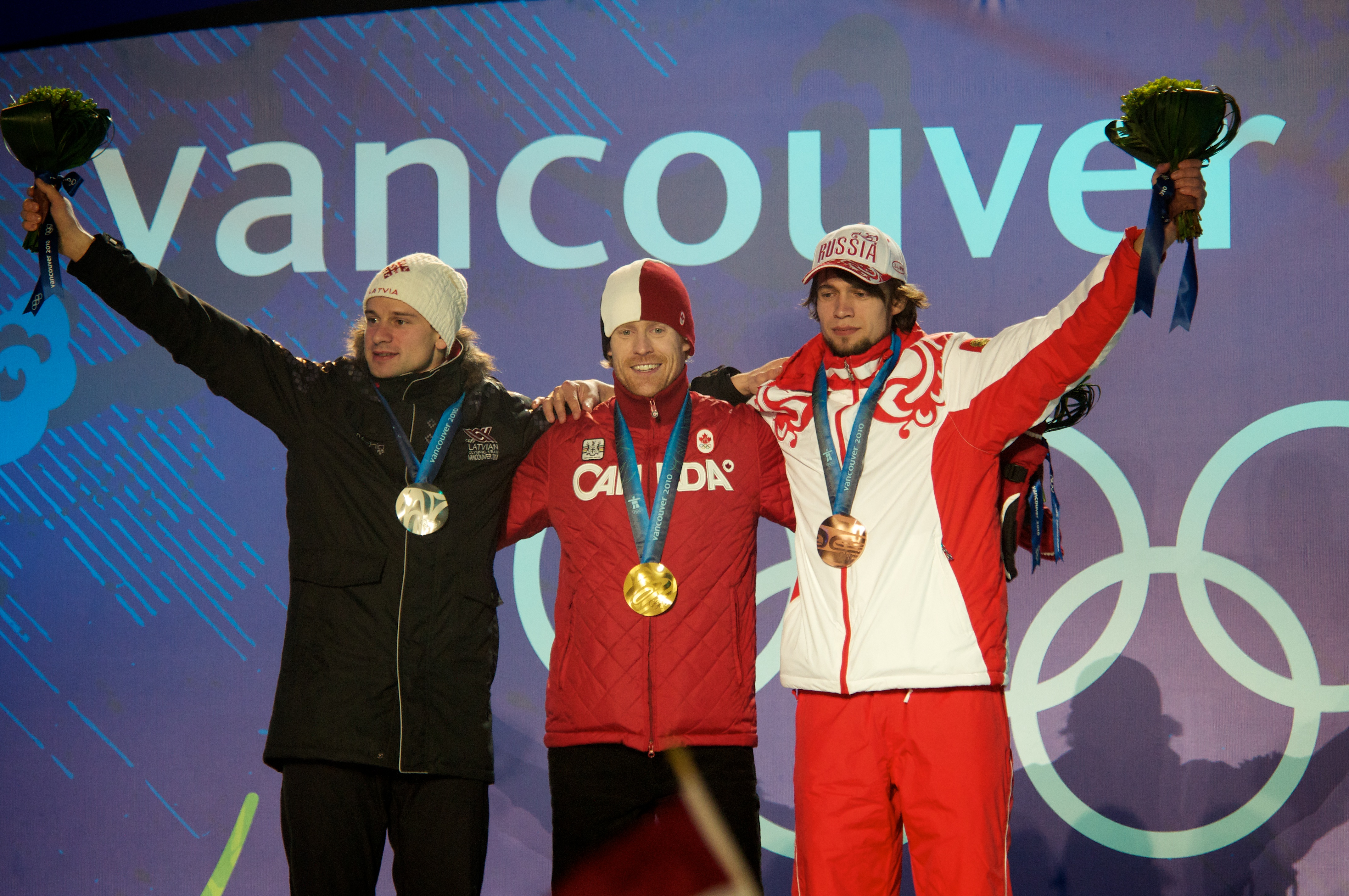
Martins Dukurs (esq.) na cerimônia de entrega das medalhas do skeleton masculino.

## Medalhas
| Atleta                 | Esporte  | Evento    | Medalha |
| ---------------------- | -------- | --------- | ------- |
| Andris Šics Juris Šics | Luge     | Duplas    | Prata   |
| Martins Dukurs         | Skeleton | Masculino | Prata   |

## Desempenho

### Biatlo
Feminino
| Atleta                                                 | Evento            | Final     | Final       | Final   |
| Atleta                                                 | Evento            | Tempo     | Penalidades | Posição |
| ------------------------------------------------------ | ----------------- | --------- | ----------- | ------- |
| Līga Glāzere                                           | Velocidade        | 22:47.7   | 1 (0+1)     | 69º     |
| Līga Glāzere                                           | Individual        | 50:20.3   | 5 (3+0+1+1) | 78º     |
| Žanna Juškāne                                          | Velocidade        | 23:32.4   | 3 (1+2)     | 79º     |
| Žanna Juškāne                                          | Individual        | 53:36.4   | 7 (3+1+1+2) | 84º     |
| Gerda Krūmiņa                                          | Velocidade        | 22:09.3   | 1 (0+1)     | 48º     |
| Gerda Krūmiņa                                          | Perseguição       | 34:02.6   | 3 (0+0+2+1) | 57º     |
| Gerda Krūmiņa                                          | Individual        | 48:00.1   | 4 (0+3+1+0) | 69º     |
| Madara Līduma                                          | Velocidade        | 22:23.8   | 4 (2+2)     | 57º     |
| Madara Līduma                                          | Perseguição       | 37:58.7   | 4 (0+2+1+1) | 38º     |
| Madara Līduma                                          | Individual        | 47:30.2   | 6 (0+3+1+2) | 67º     |
| Žanna Juškāne Madara Līduma Līga Glāzere Gerda Krūmiņa | Revezamento 4x5km | 1:18:56.2 | 2+5 2+7     | 19º     |

Masculino
| Atleta                                                              | Evento              | Final     | Final       | Final   |
| Atleta                                                              | Evento              | Tempo     | Penalidades | Posição |
| ------------------------------------------------------------------- | ------------------- | --------- | ----------- | ------- |
| Ilmārs Bricis                                                       | Velocidade          | 25:41.3   | 2 (1+1)     | 14º     |
| Ilmārs Bricis                                                       | Perseguição         | 36:14.9   | 4 (0+0+2+2) | 32º     |
| Ilmārs Bricis                                                       | Individual          | 56:33.9   | 6 (3+1+1+1) | 74º     |
| Kaspars Dumbris                                                     | Individual          | 56:30.1   | 5 (2+0+2+1) | 73º     |
| Kristaps Lībietis                                                   | Velocidade          | 27:32.5   | 1 (1+0)     | 64º     |
| Kristaps Lībietis                                                   | Individual          | 56:02.4   | 3 (2+0+1+0) | 70º     |
| Edgars Piksons                                                      | Velocidade          | 28:23.0   | 2 (1+1)     | 78º     |
| Edgars Piksons                                                      | Individual          | 52:52.5   | 2 (1+1+0+0) | 37º     |
| Andrejs Rastorgujevs                                                | Velocidade          | 27:05.3   | 3 (2+1)     | 50º     |
| Andrejs Rastorgujevs                                                | Perseguição         | 41:35.9   | 9 (2+2+3+2) | 58º     |
| Edgars Piksons Ilmārs Bricis Andrejs Rastorgujevs Kristaps Lībietis | Revezamento 4x7,5km | 1:35:15.5 | 5+8 2+8     | 19º     |

### Bobsleigh
Masculino
| Atleta                                                          | Evento  | Final      | Final      | Final      | Final      | Final   | Final |
| Atleta                                                          | Evento  | 1ª corrida | 2ª corrida | 3ª corrida | 4ª corrida | Total   | Pos.  |
| --------------------------------------------------------------- | ------- | ---------- | ---------- | ---------- | ---------- | ------- | ----- |
| Edgars Maskalāns Daumants Dreiškens                             | Duplas  | 52.16      | 52.32      | 52.17      | 52.43      | 3:29.08 | 8º    |
| Edgars Maskalāns Mihails Arhipovs Raivis Broks Pāvels Tulubjevs | Equipes | 51.60      | 51.42      | 51.85      | 51.78      | 3:26.65 | 11º   |

### Esqui alpino
Feminino
| Atleta          | Evento         | Corrida 1 | Corrida 2 | Total   | Pos. |
| --------------- | -------------- | --------- | --------- | ------- | ---- |
| Liene Fimbauere | Slalom         | 1:00.30   | 1:01.81   | 2:02.11 | 49º  |
| Liene Fimbauere | Slalom gigante | 1:25.16   | 1:21.77   | 2:46.93 | 51º  |

Masculino
| Atleta             | Evento         | Corrida 1 | Corrida 2 | Total   | Pos. |
| ------------------ | -------------- | --------- | --------- | ------- | ---- |
| Roberts Rode       | Downhill       |           |           | 2:03.36 | 58º  |
| Roberts Rode       | Combinado      | DNF       | DNF       | DNF     | DNF  |
| Kristaps Zvejnieks | Slalom gigante | 1:28.29   | 1:30.33   | 2:58.62 | 62º  |
| Kristaps Zvejnieks | Slalom         | 53.82     | 57.47     | 1:51.29 | 37º  |

### Esqui cross-country
Feminino
| Atleta      | Evento      | Final   | Final |
| Atleta      | Evento      | Tempo   | Pos.  |
| ----------- | ----------- | ------- | ----- |
| Anete Brice | 10 km livre | 30:51.8 | 69º   |

Masculino
| Atleta        | Evento                | Qualificatória | Qualificatória | Quartas-de-final | Quartas-de-final | Semifinal   | Semifinal   | Final       | Final       |
| Atleta        | Evento                | Tempo          | Pos.           | Tempo            | Pos.             | Tempo       | Pos.        | Tempo       | Pos.        |
| ------------- | --------------------- | -------------- | -------------- | ---------------- | ---------------- | ----------- | ----------- | ----------- | ----------- |
| Jānis Paipals | 15 km livre           |                |                |                  |                  |             |             | 38:18.0     | 72º         |
| Jānis Paipals | Perseguição combinada |                |                |                  |                  |             |             | LAP         | 54º         |
| Jānis Paipals | Velocidade            | 4:04.48        | 62º            | Não avançou      | Não avançou      | Não avançou | Não avançou | Não avançou | Não avançou |

### Hóquei no gelo
Masculino
| Equipe | Equipe | Fase de grupos                                                  | Fase de grupos | Play-offs                 | Quartas-de-final       | Semifinal              | Final                  | Pos.        |
| Equipe | Equipe | Adversário e resultado                                          | Pos.           | Adversário e resultado    | Adversário e resultado | Adversário e resultado | Adversário e resultado | Pos.        |
| --- | --- | --------------------------------------------------------------- | -------------- | ------------------------- | ---------------------- | ---------------------- | ---------------------- | ----------- |
| Edgars Masaļskis Ervīns Muštukovs Sergejs Naumovs Oskars Bārtulis Guntis Galviņš Rodrigo Laviņš Georgijs Pujacs Krišjānis Rēdlihs Arvīds Reķis Kārlis Skrastiņš Kristaps Sotnieks Ģirts Ankipāns | Armands Bērziņš Mārtiņš Cipulis Lauris Dārziņš Kaspars Daugaviņš Mārtiņš Karsums Gints Meija Aleksandrs Ņiživijs Miķelis Rēdlihs Aleksejs Širokovs Jānis Sprukts Herberts Vasiļjevs | RUS Rússia D 2–8 CZE República Checa D 2–5 SVK Eslováquia D 0–6 | 4º (Gr. B)     | CZE República Checa D 2–3 | Não avançou            | Não avançou            | Não avançou            | Não avançou |

### Luge
Feminino
| Atleta         | Evento     | Final      | Final      | Final      | Final      | Final    | Final |
| Atleta         | Evento     | 1ª corrida | 2ª corrida | 3ª corrida | 4ª corrida | Total    | Pos.  |
| -------------- | ---------- | ---------- | ---------- | ---------- | ---------- | -------- | ----- |
| Agnese Koklača | Individual | 42.627     | 42.334     | 43.091     | 42.336     | 2:50.388 | 24º   |
| Anna Orlova    | Individual | 41.998     | 41.947     | 42.260     | 42.100     | 2:48.305 | 13º   |
| Maija Tīruma   | Individual | 41.773     | 41.933     | 42.012     | 41.936     | 2:47.654 | 9º    |

Masculino
| Atleta                             | Evento     | Final      | Final      | Final      | Final      | Final    | Final            |
| Atleta                             | Evento     | 1ª corrida | 2ª corrida | 3ª corrida | 4ª corrida | Total    | Pos.             |
| ---------------------------------- | ---------- | ---------- | ---------- | ---------- | ---------- | -------- | ---------------- |
| Mārtiņš Rubenis                    | Individual | 48.818     | 48.831     | 49.064     | 48.809     | 3:15.525 | 11º              |
| Inārs Kivlenieks                   | Individual | 48.960     | 49.065     | 49.259     | 48.920     | 3:18.204 | 18º              |
| Guntis Rēķis                       | Individual | 49.275     | 49.625     | 49.476     | 49.071     | 3:17.447 | 26º              |
| Andris Šics Juris Šics             | Duplas     | 41.420     | 41.549     |            |            | 1:22.969 | Medalha de prata |
| Oskars Gudramovičs Pēteris Kalniņš | Duplas     | 41.982     | 42.013     |            |            | 1:23.995 | 12º              |

### Patinação de velocidade
Masculino
| Atleta         | Evento | Corrida 1 | Corrida 1 | Corrida 2 | Corrida 2 | Final   | Final |
| Atleta         | Evento | Tempo     | Pos.      | Tempo     | Pos.      | Tempo   | Pos.  |
| -------------- | ------ | --------- | --------- | --------- | --------- | ------- | ----- |
| Haralds Silovs | 5000 m |           |           |           |           | 6:35.69 | 20º   |

### Patinação de velocidade em pista curta
Masculino
| Atleta         | Evento      | Preliminar | Preliminar | Quartas  | Quartas | Semifinal   | Semifinal   | Final            | Final       |
| Atleta         | Evento      | Tempo      | Pos.       | Tempo    | Pos.    | Tempo       | Pos.        | Tempo            | Pos.        |
| -------------- | ----------- | ---------- | ---------- | -------- | ------- | ----------- | ----------- | ---------------- | ----------- |
| Haralds Silovs | 500 metros  | 41.673     | 2º         | 41.837   | 3º      | Não avançou | Não avançou | Não avançou      | Não avançou |
| Haralds Silovs | 1000 metros | 1:25.951   | 2º         | 1:50.292 | 4º      | Não avançou | Não avançou | Não avançou      | Não avançou |
| Haralds Silovs | 1500 metros | 2:14.900   | 2º         |          |         | 2:14.009    | 4º          | Final B 2:19.435 | 10º         |

### Skeleton
| Atleta         | Evento    | 1ª corrida | 2ª corrida | 3ª corrida | 4ª corrida | Total   | Pos.             |
| -------------- | --------- | ---------- | ---------- | ---------- | ---------- | ------- | ---------------- |
| Martins Dukurs | Masculino | 52.32      | 52.59      | 52.28      | 52.61      | 3:29.80 | Medalha de prata |
| Tomass Dukurs  | Masculino | 52.94      | 52.88      | 52.62      | 52.69      | 3:31.13 | 4º               |

Legenda
| Recorde mundial      | Recorde mundial (World record)               |                       | Recorde africano                      | Recorde africano (African) |                                           | Q | Classificado por posição (Qualified) |
| Recorde olímpico     | Recorde olímpico (Olympic record)            | Recorde da América    | Recorde da América (Americas)         | q                          | Classificado por melhor tempo (Qualified) |   |                                      |
| Melhor marca do ano  | Melhor marca do ano (World leading)          | Recorde asiático      | Recorde asiático (Asian)              | DNS                        | Não largou (Did not start)                |   |                                      |
| Recorde nacional     | Recorde nacional (National record)           | Recorde europeu       | Recorde europeu (European)            | DNF                        | Não terminou (Did not finish)             |   |                                      |
| Recorde pessoal      | Recorde pessoal do atleta (Personal best)    | Recorde da Oceania    | Recorde da Oceania (Oceania)          | DSQ / DQ                   | Desclassificado (Disqualified)            |   |                                      |
| Recorde da temporada | Recorde da temporada do atleta (Season best) | Recorde sul-americano | Recorde sul-americano (South America) | NM                         | Sem marca (No mark)                       |   |                                      |